# Vallica
Vallica (kors. A Vallica) – miejscowość i gmina we Francji, w regionie Korsyka, w departamencie Górna Korsyka.
Według danych na rok 1990 gminę zamieszkiwało 41 osób, a gęstość zaludnienia wynosiła 3 osoby/km².